# Orthopidea
Orthopidea is een geslacht van wantsen uit de familie van de Miridae (Blindwantsen). Het geslacht werd voor het eerst wetenschappelijk beschreven door Odo Reuter in 1899.

## Soorten
Het genus bevat de volgende soorten:

- Orthopidea fusciceps Reuter, 1899
- Orthopidea platani (Lindberg, 1948)